# 切特廖赫河
74°3′27″N 87°55′13″E / 74.05750°N 87.92028°E
切特廖赫河（俄语：Четырех），是俄羅斯的河流，位於該國克拉斯諾亞爾斯克邊疆區，發源自貝蘭加山脈，最終注入皮亞西納灣，河道全長128公里，流域面積1,010平方公里。